# Tikichourt
 (octobre 2017).
Si vous disposez d'ouvrages ou d'articles de référence ou si vous connaissez des sites web de qualité traitant du thème abordé ici, merci de compléter l'article en donnant les références utiles à sa vérifiabilité et en les liant à la section « Notes et références ».
Tikichourt est un village situé dans la commune de Ouacif (Grande Kabylie) en Algérie.

## Étymologie
Son nom en berbère indique un sommet pierreux.

## Géographie
Son altitude se situe entre 610 et 650 m.